# Tettenser Tief
Das Tettenser Tief  ist ein etwa 12 Kilometer langes Tief in der Gemeinde Wangerland und in der Stadt Jever im Landkreis Friesland im Norden von Niedersachsen.
Der Wasserlauf im Jeverland, durch den das Binnenland entwässert wird und das Wasser letztlich in die Nordsee abfließt, hat seinen Ursprung nördlich von Neugarmssiel. Dort entsteht aus dem Zusammenfluss von Sophientief und Friederikentief das Tettenser Tief. Es fließt dann in südlicher Richtung weiter durch Altgarmssiel, gibt die Kopperburger Leide ab, fließt östlich von Ziallerns und durch Tettens, gibt östlich von Wiefels das Crildumer Tief ab und unterquert die B 210. Zusammen mit dem aus westlicher Richtung zufließenden Mühlentief bildet es im nördlichen Bereich von Jever das in östlicher Richtung weiterfließende Hooksieler Tief.
In früheren Zeiten diente das Tief vor allem zur Entwässerung und als Verkehrsweg, heute auch den Freizeitsportarten Paddeln und Angeln.

## Schutzstatus
Der Abschnitt vom Crildumer Tief bis zum Mühlentief ist Bestandteil des FFH-Gebietes „Teichfledermaus-Habitate im Raum Wilhelmshaven“ und des Landschaftsschutzgebietes „Teichfledermausgewässer“